# Climat méditerranéen
Pour les articles homonymes, voir CSA et CSB.
 (septembre 2019).
Si vous disposez d'ouvrages ou d'articles de référence ou si vous connaissez des sites web de qualité traitant du thème abordé ici, merci de compléter l'article en donnant les références utiles à sa vérifiabilité et en les liant à la section « Notes et références ».

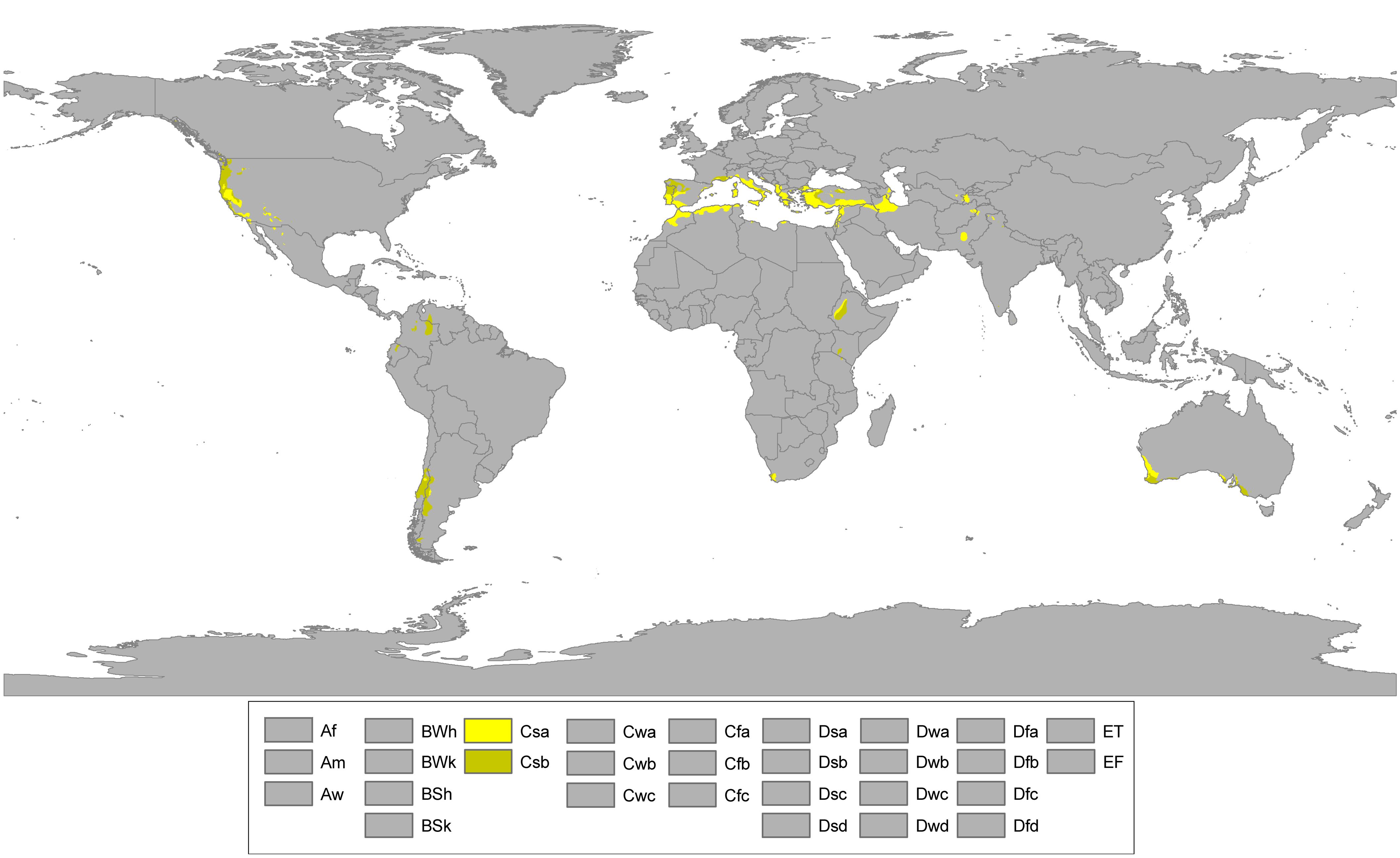
Régions au climat méditerranéen
climat méditerranéen (Csa)
climat supra-méditerranéen (Csb)

Le climat méditerranéen, selon la classification de Köppen (Csa et Csb), est un climat tempéré (également appelé « tempéré chaud » ou « subtropical de façade ouest », selon les considérations), qui se caractérise par des étés chauds et secs et des hivers doux et humides.
Le terme de « méditerranéen » s'explique par sa présence caractéristique autour de la mer Méditerranée, mais d'autres régions du monde possèdent les mêmes conditions climatiques. Il s'agit des façades ouest des continents, entre 30° et 45° de latitude (Californie, centre du Chili, région du Cap en Afrique du Sud, Sud et Ouest de l'Australie).
Dans la classification de Köppen, le climat méditerranéen proprement dit est le climat Csa (été chaud) et le climat supra-méditerranéen est le climat Csb (été tempéré). Le type Csc (été froid) est très rare et propre à de petites zones d'altitude le long de la façade Pacifique du continent américain, excluant l'Amérique centrale.

## Caractéristiques

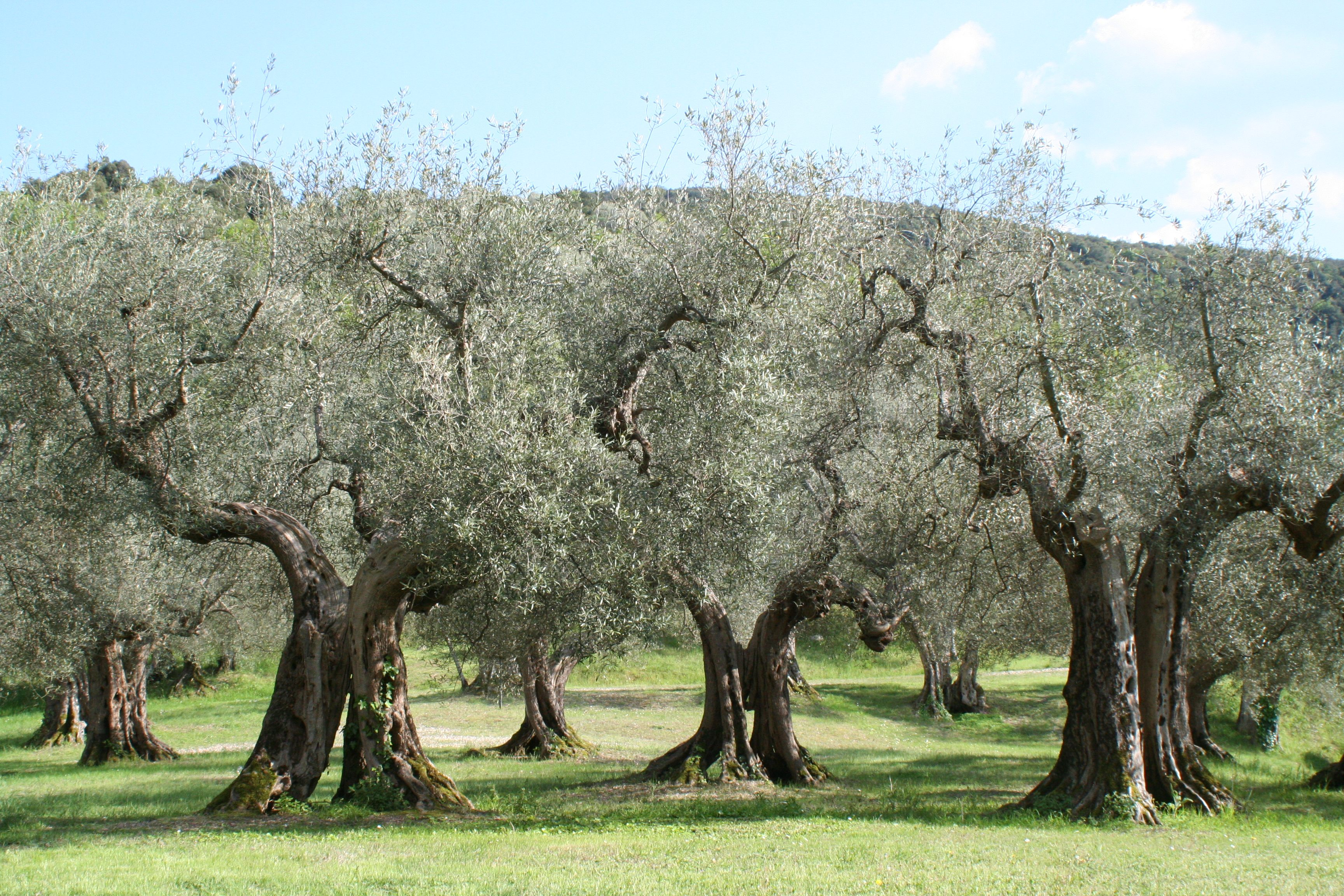
Une zone de culture de l'olivier correspond souvent à une zone de climat méditerranéen.

La position intermédiaire des régions à climat méditerranéen entre les dépressions tempérées et les anticyclones subtropicaux fait que la saison froide est humide et soumise à un temps variable et que la saison chaude est sèche et soumise à un temps peu variable. Plus on va vers les pôles, plus la sécheresse estivale est courte et moins marquée ; plus on s'approche de l'équateur, plus la sécheresse estivale dure. En effet, en hiver, les zones de climat méditerranéen sont balayées par les dépressions de moyenne latitude correspondant à la cellule de Ferrel, tandis qu'en été, ces mêmes régions se trouvent sous l'influence des hautes pressions subtropicales où l'air est subsident (zone nord de la cellule de Hadley dans l'hémisphère nord). La subsidence élimine en pratique les précipitations et c'est la raison pour laquelle, le centre du Sahara ne connaît pratiquement aucune précipitations car les dépressions extra-tropicales n'atteignent jamais ces régions. Il y a donc une transition continue entre le climat océanique, le climat supra méditerranéen, le climat méso méditerranéen, le climat xéro méditerranéen, puis le climat désertique.
Bien souvent, la limite de la culture de l'olivier correspond à la zone d'extension de ce climat. Cet arbre est endommagé par le gel si la température descend au-dessous de −10 °C en période de repos végétatif hivernal et supporte plusieurs mois de sécheresse. On notera que l'olivier peut être cultivé dans des régions n'ayant pas un climat méditerranéen comme autour du lac de Garde ou au nord-ouest de l'Argentine car le maximum de précipitations se situe en été.

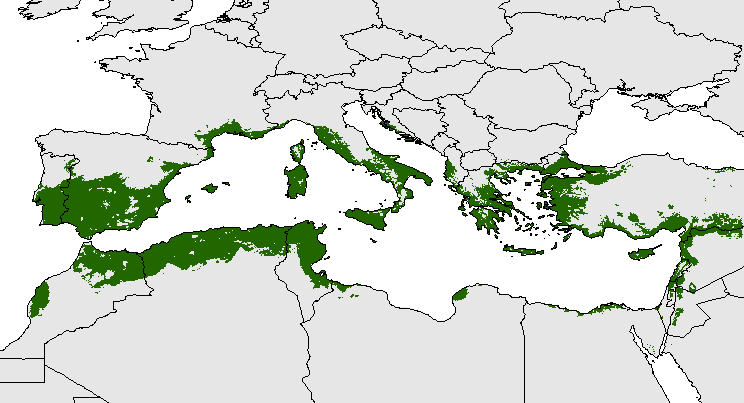
Distribution potentielle des oliviers autour de la mer Méditerranée. Indicateur biologique du climat méditerranéen.

### Définitions formelles

#### Définition de Köppen
Au sens de Köppen, le climat est dit méditerranéen si la sécheresse est estivale, les précipitations sont inférieures à 40 mm durant le mois le plus sec et si les précipitations durant le mois le plus sec en été sont inférieures au tiers du mois hivernal le plus arrosé. La température du mois le plus froid doit être comprise entre −3 °C et 18 °C. Le climat est dit « à été chaud » (Csa) si le mois le plus chaud a une moyenne supérieure à 22 ⁰C. Il est dit « à été tempéré » (Csb) si la température moyenne du mois le plus chaud est inférieure à 22 ⁰C et possède 4 mois consécutifs où la moyenne est supérieure à 10 ⁰C. Enfin, il est dit « à été frais » (Csc) dans les autres cas.

#### Définition d'Emberger
Louis Emberger considère qu'il y a de nombreuses sous-variétés du climat méditerranéen basée sur le quotient pluviométrique. Cependant, l'auteur est très vague concernant ce qu'est un climat méditerranéen. Il se contente de dire que c'est un climat à étés secs (un peu comme Köppen) sans donner de définition précise. La classification d'Emberger est très utile en Afrique du Nord où le climat méditerranéen est admis mais où la quantité de précipitations varie grandement d'une région à l'autre.

#### Définition de Gaussen
Henri Gaussen définit un mois sec comme un mois où P < 2 × T où P est la quantité de précipitations en millimètres et T est la température est en degrés Celsius. Ce critère est appelé indice d'aridité de Gaussen et permet de localiser les lieux où une végétations méditerranéenne va se développer. Gaussen appelle climat xérothérique (ou méditerranéen) tout climat où tous les mois doivent avoir une moyenne positive et avec 1 à 8 mois estivaux secs. Au sens de Gaussen, le climat est dit xérothermoméditerranéen en présence de 7 à 8 mois secs. Le climat est dit thermoméditerranéen en présence de 5 à 6 mois secs. Le climat est dit mésoméditerranéen en présence de 3 à 4 mois secs. Finalement, le climat est dit subméditerranéen si le lieu possède 1 ou 2 mois secs. Ainsi, Toulouse a un climat sub-méditerranéen.
On notera que la définition de Gaussen est préférable car elle est quantitative, elle utilise la notion d'aridité et borne clairement chacune des sous-régions.

### Précipitations
La sécheresse estivale est une caractéristique du climat méditerranéen : pendant les mois d'été, les précipitations deviennent rares voire inexistantes, hormis le possible développement d'orage, et le ciel est lumineux et dégagé. L'anticyclone subtropical remonte en latitude et recouvre les régions méditerranéennes. Elle augmente quand on va vers le sud : trois mois dans le Nord du bassin méditerranéen, six mois au sud du bassin, et jusqu'à dix mois au Levant ou en Égypte.

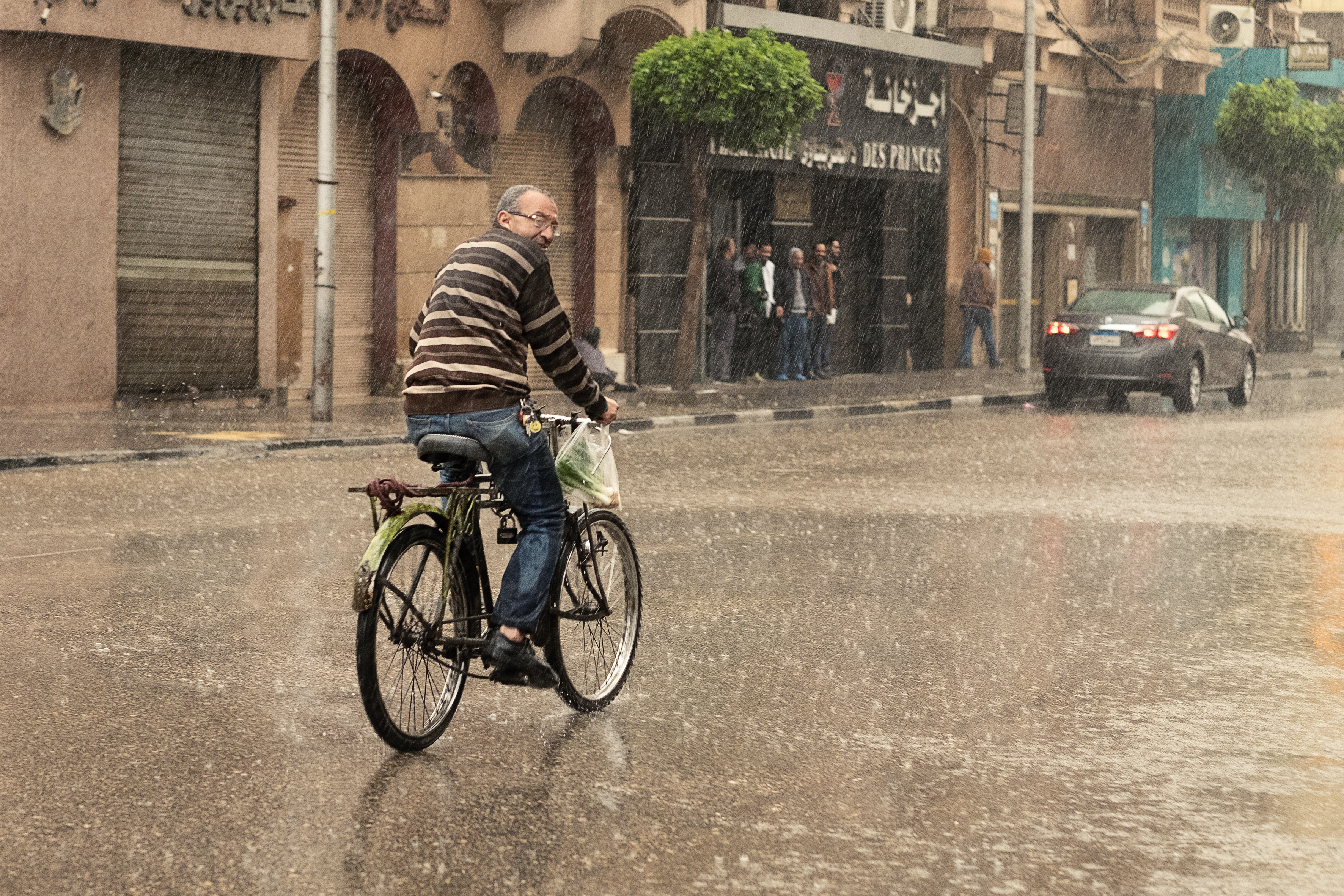
Journée pluvieuse au Caire en mars 2020.

En revanche, les hivers sont bien arrosés dans les régions pas trop abritées des influences maritimes, notamment par le développement régulier d'orages. Les zones les plus proches de l'équateur et celles situées sur les façades ouest des continents connaissent leur maximum de précipitations en hiver, tandis que les régions au nord du bassin méditerranéen connaissent des maxima de précipitations en automne (nord-ouest) ou au printemps (nord-est), avec quelquefois un minimum hivernal dans les régions un peu abritées des influences maritimes (Espagne, Provence intérieure, Sicile intérieure).
L'autre caractéristique des précipitations en milieu méditerranéen est leur faible fréquence et leur intensité. Si les cumuls annuels moyens sont compris entre 300 et 1 000 mm (un peu plus dans certaines montagnes), la fréquence est faible : moins de 100 jours par an principalement durant l'hiver. Les températures élevées favorisent le développement d'orages violents quand la masse d'air devient instable. L'équivalent de la moitié de la lame d'eau annuelle moyenne peut s'abattre en une journée lors d'épisodes pluvieux intenses comme les épisodes cévenols orageux, notamment dans le Sud de la France. Ces épisodes pluvieux constituent les phénomènes pluvio-orageux les plus intenses en Europe. Ils peuvent aussi être associées aux cyclones subtropicaux méditerranéens (en anglais medicanes), ou "épisodes méditerranéens" en France, (mot formé sur le modèle de l'épisode cévenol), concernent principalement le bassin occidental de la Méditerranée (côtes espagnoles, arc méditerranéen français, Corse, Italie), bien que le littoral de chaque pays autour du bassin soit concernés surtout l'automne et l'hiver et en moindre série au printemps.
La douceur des hivers rend la neige rare mais possible sur le littoral notamment au nord du bassin (côtes espagnoles, françaises, italiennes) où la neige peut blanchir temporairement le sol 1 à 2 fois par an en moyenne. L'arrière-pays montagneux, soumis au climat méditerranéen mais refroidi par l'altitude, peut connaître des chutes de neige abondantes en hiver comme au Maroc (Rif, Haut Atlas et Moyen Atlas) et en Algérie (Kabylie).

### Températures
En hiver, les températures moyennes connaissent une douceur remarquable autour du bassin méditerranéen due à la température de la mer Méditerranée.
La température en été est très variable. Sur les façades océaniques, notamment au Portugal, les étés sont tempérés par la fraîcheur de l'océan près des côtes. Autour de la Méditerranée et à l'intérieur des terres, les étés sont très chauds (température moyenne supérieure à 22 °C tout autour du bassin) ; dans l'intérieur des terres, les températures maximales dépassent très souvent les 30 °C en été, et approchent facilement les 40 °C, en particulier vers l'est ou le sud du bassin, y compris dans les régions montagneuses.
L'hiver est doux et les températures moyennes minimales du mois le plus froid sont généralement supérieures à 9 °C (9,5 °C en janvier à Rabat), sauf dans le nord du bassin où les influences océaniques et continentales se font sentir (7 °C en Catalogne, 6 °C en Provence, 5 °C au nord de la Grèce et en Dalmatie). La variabilité thermique est importante en hiver et aux intersaisons, quand les dépressions des latitudes moyennes avancent vers l'équateur, et faible en été, car un anticyclone stationne et garantit un temps sec et stable. Dans les zones les plus exposées aux influences maritimes, le réchauffement est lent au printemps et l'automne est très doux.
Selon la classification des zones de vie Holdridge (en), les climats méditerranéens sont soit tempérés soit subtropicaux. Ils se trouvent fréquemment dans la région « tempérée chaude » définie par Leslie Holdridge, avec une biotempérature moyenne annuelle comprise entre 12 °C et la ligne de gel ou ligne de température critique, de 16 à 18 °C (selon les régions du monde mais souvent « simplifiée » à 17 °C (= 2(log212+0;5) ≈ 16,97 °C)). La biotempérature est basée sur les températures favorables à la croissance des plantes, c'est-à-dire les températures comprises entre 0 °C et 30 °C. La biotempérature est donc égale à la moyenne de toutes les températures, avec cependant toutes les températures en dessous de 0 °C ou au-dessus de 30 °C, corrigées à 0 °C. Le segment 16–18 °C sépare deux groupes physiologiques majeurs de plantes évoluées et les climats subtropicaux des climats tempérés. Au-dessus du segment 16–18 °C, la majorité des plantes sont sensibles aux basses températures. Elles peuvent mourir à cause du gel car elles ne sont pas adaptées aux épisodes de froid. En deçà de ce segment 16–18 °C, l'ensemble de la flore est adaptée pour survivre à des périodes de basses températures de durée variable soit sous forme de graines dans le cas des plantes annuelles soit sous forme de plantes pérennes qui supportent le froid. Les climats méditerranéens les plus chauds, avec une biotempérature moyenne annuelle entre 16–18 °C et 24 °C sont considérés comme subtropicaux dans la classification d'Holdridge.

## Circulation atmosphérique

### La Méditerranée

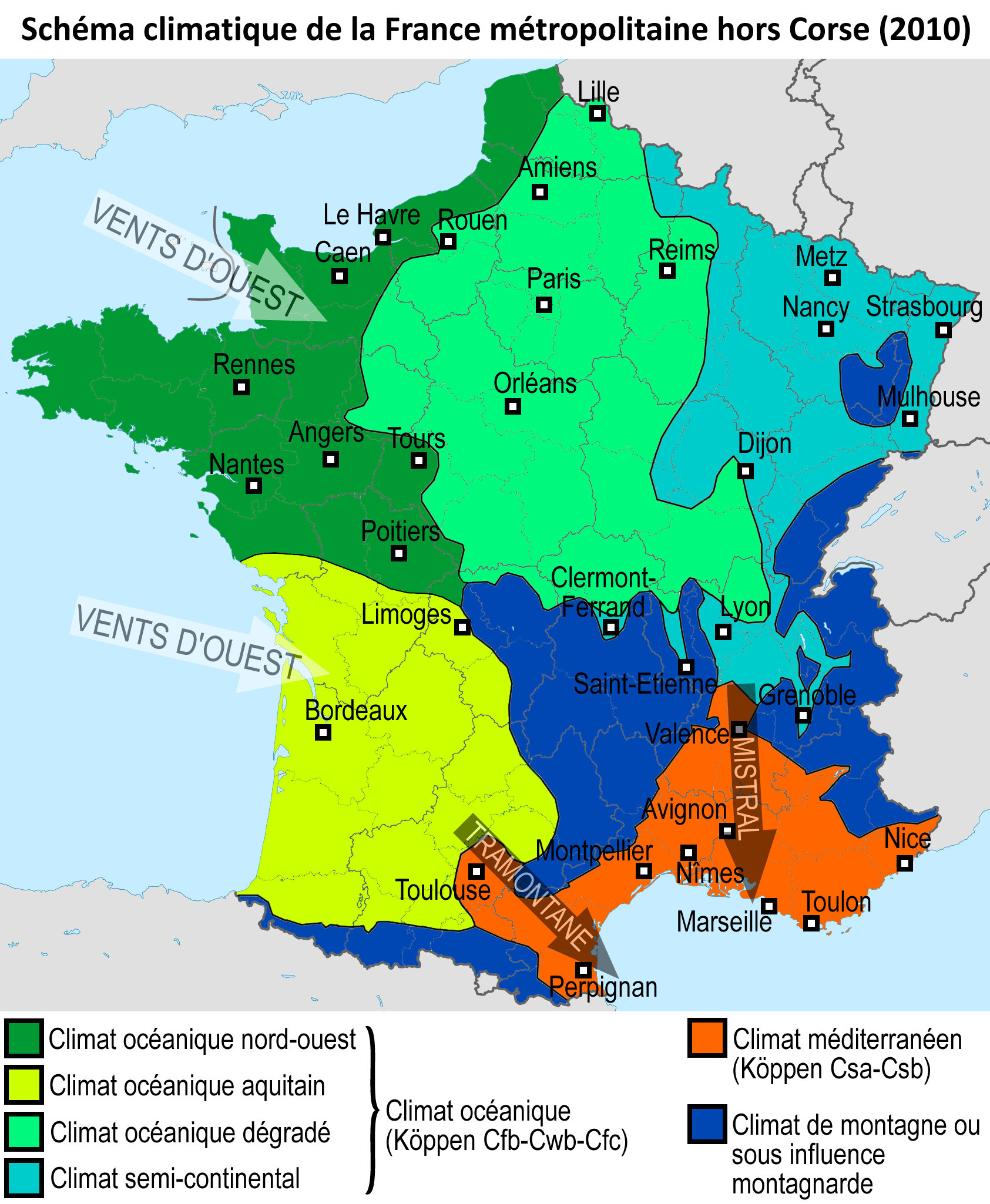
Climat méditerranéen en France métropolitaine hors Corse en 2010.

Le régime des vents est variable d'une région à l'autre. Les régions de climat méditerranéen sont réputées pour leurs vents locaux souvent violents. La tramontane en Languedoc-Roussillon et les Baléares, le mistral en Provence, Sardaigne et Catalogne et la bora en Adriatique, froids et asséchants, soufflent du continent européen vers la mer. En général, ces vents locaux dégagent le ciel et y apportent un temps sec et ensoleillé qui fait la réputation des régions soumises au climat méditerranéen. Le sirocco et le khamsin, chauds et secs, soufflent du désert saharien vers la mer.
En saison froide, des perturbations pluvieuses circulent principalement d'ouest en est sur la Méditerranée. Les deux tiers de celles-ci se forment sur la mer, comme la dépression dynamique du golfe de Gênes par exemple, les autres, originaires de l'océan Atlantique, sont réactivées au contact des eaux chaudes. Le gradient thermique vertical est souvent important, ce qui active la cyclogénèse, conséquence du théorème de conservation du tourbillon potentiel.
Sur les façades océaniques, les côtes sont touchées par les perturbations provenant de l'océan, qui atteignent leur maximum d'activité en hiver.
Les invasions froides sont plus marquées sur le nord que sur le sud du bassin. Dans le nord-ouest, de l'Espagne à l'Italie, elles peuvent être plus fréquentes aux intersaisons (surtout en automne) qu'au cœur de l'hiver. Elles peuvent aussi, mais plus rarement, se produire en été. Dans le nord-est, de la Grèce au Proche-Orient, les invasions ont surtout lieu en plein hiver, apportant froid et neige quelquefois jusque dans les régions côtières. L'air froid atteint plus rarement le littoral nord de l'Afrique, ce qui explique la diminution progressive des pluies et l'augmentation de la saison sèche du nord vers le sud.
Au delà du bassin méditerranéen, cette dynamique d'air froid au contact d'eaux chaudes a un impact jusque dans le sous-continent Indien. Cette instabilité liée aux eaux de la mer Méditerranée mais aussi de la mer Noire ou de la mer Caspienne provoque des perturbations dites perturbations occidentales. De la même manière mais à une échelle européenne, des tempêtes peuvent être alimentées par cette dynamique et arriver au-dessus des régions du Danube et provoquer des crues importantes, selon une trajectoire définie par le météorologue allemand Wilhelm Jacob van Bebber.
L'été, le mécanisme est plus simple. Les hautes pressions subtropicales associées à des masses d'air chaud et sec typiques des latitudes des chevaux, où se trouvent les grands déserts chauds de la planète, remontent au nord pendant les mois les plus chauds à cause de la remontée de l'équateur météorologique qui correspond à la zone de convergence intertropicale. Ces anticyclones dynamiques règnent sur le bassin méditerranéen alors qu'en même temps, les perturbations d'ouest des moyennes latitudes du front polaire circulent beaucoup plus au nord. La subsidence qu'entraînent ces immenses zones de haute pression réchauffe et assèche la masse d'air en altitude par compression, ce qui occasionne un temps clair et une sécheresse sévère. De plus, les températures y sont en général élevées, souvent autour de 30 °C. Seul le nord de la zone peut subir quelques advections froides d'altitude qui occasionnent des orages, ou recevoir des queues de dépressions océaniques.
| Mois                              | jan. | fév. | mars | avril | mai  | juin | jui. | août | sep. | oct. | nov. | déc. | année |
| --------------------------------- | ---- | ---- | ---- | ----- | ---- | ---- | ---- | ---- | ---- | ---- | ---- | ---- | ----- |
| Température minimale moyenne (°C) | 8,8  | 9,3  | 10,9 | 12,5  | 16,1 | 19,8 | 22,7 | 23,1 | 20   | 16,5 | 11,9 | 9,5  | 15,1  |
| Température moyenne (°C)          | 11,8 | 12,4 | 14,2 | 15,8  | 19,3 | 23   | 25,7 | 26,1 | 23   | 19,5 | 14,9 | 12,3 | 18,2  |
| Température maximale moyenne (°C) | 14,8 | 15,6 | 17,4 | 19,1  | 22,5 | 26,1 | 28,6 | 29   | 26   | 22,5 | 17,9 | 15,1 | 21,2  |

| Mois                              | jan. | fév. | mars | avril | mai  | juin | jui. | août | sep. | oct. | nov. | déc. | année |
| --------------------------------- | ---- | ---- | ---- | ----- | ---- | ---- | ---- | ---- | ---- | ---- | ---- | ---- | ----- |
| Température minimale moyenne (°C) | 5,7  | 7    | 9,2  | 11,1  | 14,2 | 18   | 20,3 | 20,4 | 18,2 | 14,4 | 10   | 7,3  | 13    |
| Température moyenne (°C)          | 10,9 | 12,5 | 15,6 | 17,3  | 20,7 | 25,1 | 28,2 | 27,9 | 25   | 20,2 | 15,1 | 11,9 | 19,2  |
| Température maximale moyenne (°C) | 16   | 18,1 | 21,9 | 23,4  | 27,2 | 32,2 | 36   | 35,5 | 31,7 | 26   | 20,2 | 16,6 | 25,4  |

| Mois                                | jan. | fév. | mars | avril | mai  | juin | jui. | août | sep. | oct. | nov. | déc. | année |
| ----------------------------------- | ---- | ---- | ---- | ----- | ---- | ---- | ---- | ---- | ---- | ---- | ---- | ---- | ----- |
| Température minimale moyenne (°C)   | 2,6  | 3,7  | 5,6  | 7,2   | 10,7 | 15,1 | 18,4 | 18,2 | 15   | 10,2 | 6    | 3,8  | 9,7   |
| Température maximale moyenne (°C)   | 9,7  | 12   | 15,7 | 17,5  | 21,4 | 26,9 | 31,2 | 30,7 | 26   | 19   | 13,4 | 10,1 | 19,5  |
| Précipitations (mm)                 | 37   | 35   | 26   | 47    | 52   | 25   | 15   | 10   | 28   | 49   | 56   | 56   | 436   |
| Nombre de jours avec précipitations | 9    | 9    | 7    | 11    | 12   | 7    | 3    | 3    | 5    | 9    | 9    | 11   |       |

| Mois                                | jan. | fév. | mars | avril | mai  | juin | jui. | août | sep. | oct. | nov. | déc. | année |
| ----------------------------------- | ---- | ---- | ---- | ----- | ---- | ---- | ---- | ---- | ---- | ---- | ---- | ---- | ----- |
| Température minimale moyenne (°C)   | 7,3  | 7,9  | 9    | 10,4  | 13,4 | 17,1 | 19,7 | 20,5 | 18,2 | 14,3 | 10,8 | 8,4  | 13    |
| Température moyenne (°C)            | 12   | 12,8 | 14,1 | 15,6  | 18,7 | 22,2 | 24,8 | 25,4 | 23,1 | 19   | 15,4 | 12,9 | 18    |
| Température maximale moyenne (°C)   | 16,6 | 17,7 | 19,1 | 21    | 23,8 | 27,3 | 29,9 | 30,3 | 27,9 | 23,7 | 20   | 17,4 | 23    |
| Précipitations (mm)                 | 81   | 55   | 49   | 41    | 25   | 12   | 2    | 6    | 16   | 56   | 95   | 88   | 526   |
| Nombre de jours avec précipitations | 8    | 6    | 6    | 7     | 5    | 2    | 1    | 1    | 2    | 6    | 7    | 8    |       |

| Mois                              | jan. | fév. | mars | avril | mai  | juin | jui. | août | sep. | oct. | nov. | déc. | année |
| --------------------------------- | ---- | ---- | ---- | ----- | ---- | ---- | ---- | ---- | ---- | ---- | ---- | ---- | ----- |
| Température minimale moyenne (°C) | 2,9  | 3,6  | 6    | 9,1   | 13,1 | 16,5 | 19,1 | 18,7 | 15,7 | 12,4 | 8,4  | 3,9  | 10,8  |
| Température moyenne (°C)          | 7,2  | 8,1  | 11   | 13,9  | 18   | 21,9 | 24,8 | 24,4 | 20,6 | 16,7 | 11,2 | 8    | 15,5  |
| Température maximale moyenne (°C) | 11,4 | 12,5 | 15,8 | 18,6  | 22,9 | 27,1 | 30,2 | 29,7 | 25,5 | 20,9 | 15,1 | 11,9 | 20,2  |

| Mois                              | jan. | fév. | mars | avril | mai  | juin | jui. | août | sep. | oct. | nov. | déc. | année |
| --------------------------------- | ---- | ---- | ---- | ----- | ---- | ---- | ---- | ---- | ---- | ---- | ---- | ---- | ----- |
| Température minimale moyenne (°C) | 8,9  | 8,4  | 9,9  | 11,9  | 15,8 | 19,7 | 22,3 | 23,1 | 20,2 | 17,4 | 13,5 | 10,2 | 16    |
| Température maximale moyenne (°C) | 14,7 | 14,6 | 16,9 | 19,3  | 23,8 | 27,9 | 30,4 | 30,9 | 27,4 | 24,3 | 19,6 | 15,8 | 23    |
| Précipitations (mm)               | 71   | 65   | 59   | 44    | 25   | 12   | 5    | 13   | 41   | 98   | 94   | 80   | 610   |

| Mois                              | jan. | fév. | mars | avril | mai | juin | jui. | août | sep. | oct. | nov. | déc. | année |
| --------------------------------- | ---- | ---- | ---- | ----- | --- | ---- | ---- | ---- | ---- | ---- | ---- | ---- | ----- |
| Température minimale moyenne (°C) | 5    | 7    | 8    | 10    | 13  | 17   | 19   | 20   | 17   | 13   | 9    | 7    | 12    |
| Température moyenne (°C)          | 10   | 12   | 13   | 15    | 18  | 21   | 24   | 25   | 23   | 18   | 15   | 12   | 17    |
| Température maximale moyenne (°C) | 15   | 16   | 18   | 20    | 22  | 26   | 29   | 30   | 28   | 23   | 20   | 16   | 22    |
| Précipitations (mm)               | 60   | 50   | 50   | 30    | 20  | 0    | 0    | 0    | 10   | 30   | 60   | 70   | 420   |

| Diagramme climatique                                  |       |       |        |        |       |       |       |        |        |       |       |
| J                                                     | F     | M     | A      | M      | J     | J     | A     | S      | O      | N     | D     |
| 15560                                                 | 16750 | 18850 | 201030 | 221320 | 26170 | 29190 | 30200 | 281710 | 231330 | 20960 | 16770 |
| Moyennes : • Temp. maxi et mini °C • Précipitation mm |       |       |        |        |       |       |       |        |        |       |       |

### La façade atlantique du Maroc
Le climat de la façade atlantique du Maroc est influencé par les courants marins froids (courant des Canaries) et pourrait être rapproché du climat du littoral Californie du Sud et centrale. Les hivers sont doux, les étés frais, la basse température de la mer opposée à la chaleur des terres donne lieu à des phénomènes de brouillards.
| Mois                              | jan. | fév. | mars | avril | mai | juin | jui. | août | sep. | oct. | nov. | déc. | année |
| --------------------------------- | ---- | ---- | ---- | ----- | --- | ---- | ---- | ---- | ---- | ---- | ---- | ---- | ----- |
| Température minimale moyenne (°C) | 7    | 10   | 12   | 13    | 16  | 19   | 20   | 21   | 19   | 15   | 12   | 11   | 15    |
| Température maximale moyenne (°C) | 17   | 19   | 21   | 20    | 22  | 24   | 26   | 26   | 25   | 22   | 20   | 19   | 22    |
| Précipitations (mm)               | 62   | 59   | 50   | 40    | 19  | 6    | 1    | 0    | 5    | 31   | 74   | 78   | 426   |

### Le climat méditerranéen hors de la Méditerranée
En Amérique du Nord, le climat Csa à été chaud n'est présent qu'en Californie intérieure (qui n'est pas sous l'influence du courant froid de Californie) dont la vallée de Sacramento et que sur la façade Pacifique qui va du nord de Los Angeles jusqu'au sud de Tijuana, à l'extrême Nord de la Basse-Californie. Le climat à été frais Csb, se retrouve sur toute la façade Pacifique du nord de Los Angeles jusqu'à Vancouver, situé à l'extrême sud de la Colombie-Britannique au Canada, exception faite d'une petite bande côtière de plus de 100 kilomètres de long dans le nord de l'État de Washington qui jouit d'un climat océanique traditionnel. Cette longue bande est directement sous l'influence du courant froid de Californie qui modère directement les températures estivales notamment en étant responsable des brouillards et des nuages bas souvent présents. Les mois les plus chauds dans l'hémisphère nord, vont de août à octobre (cf. San Francisco).
En Amérique du Sud on retrouve le même type de climat à été frais Csb toujours à cause d'un courant froid, à savoir le courant de Humboldt, sur une partie du littoral chilien (région de Santiago et de Valparaíso). Il faut s'éloigner des côtes pour ne plus subir l'influence du courant froid par exemple dans la vallée centrale du Chili pour avoir la version Csa à été chaud. Les précipitations, apportées par les flux perturbés de l'océan Pacifique venant de l'ouest, y sont médiocres (400 mm de moyenne annuelle à Santiago du Chili). La sécheresse estivale de ces régions, liée aux hautes pressions subtropicales, est quasi absolue. L'hiver est doux, les moyennes oscillent entre 7 °C et 13 °C en plaine, mais les coups de froids sont possibles.
La région du Cap, en Afrique du Sud est aussi influencée par un courant océanique froid, le courant de Benguela et là aussi le climat méditerranéen à été frais Csb prédomine (au Cap, les températures moyennes mensuelles ne dépassent pas 20,4 °C et l'hiver est clément, 11,9 °C en juillet et le gel y est rare, minimum absolu de −4,3 °C). Ici aussi brumes et brouillards ne sont pas rares et en été de forts vents du Sud-Est, très réguliers, donnent souvent un ciel couvert, notamment sur les reliefs, mais sans pluie, abaissant ainsi les températures estivales. Il faut s'éloigner un peu du Cap pour trouver du climat méditerranéen à été chaud.
Le Sud et le Sud-Ouest de l'Australie (notamment Perth et Adélaïde) diffèrent un peu des autres façades océaniques du fait que l'été est plus chaud que dans les autres régions littorales océaniques évoquées précédemment (pas de canalisation forte des flux aérologiques, pas d'eaux marines refroidissantes). Ainsi en Australie-Occidentale, le climat à été chaud Csa prédomine sur la côte de l'Océan Indien (Perth avec 24,9 °C en février) alors que le climat Csb été frais se retrouve sur les côtes de la Grande Baie australienne (Albany avec 18,2 °C en février). Les climats méditerranéens sont aussi présents dans le sud et l'extrême sud-est de l'Australie-Méridionale et oscillent entre la version Csa (Adelaide avec 23,5 °C en janvier) et la version Csb (Kingscote sur l'Île Kangourou avec 19,9 °C en janvier). Tous les climats méditerranéens en Australie jouissent de températures clémentes en hiver et s'apparentent aux climats du Maroc occidental.
| Mois                              | jan.  | fév. | mars | avril | mai  | juin | jui. | août | sep. | oct. | nov. | déc. | année |
| --------------------------------- | ----- | ---- | ---- | ----- | ---- | ---- | ---- | ---- | ---- | ---- | ---- | ---- | ----- |
| Température minimale moyenne (°C) | 7,7   | 9,3  | 9,4  | 9,9   | 10,3 | 11,4 | 11,9 | 12,6 | 13,3 | 12,9 | 10,9 | 8,3  | 10,6  |
| Température maximale moyenne (°C) | 13,5  | 15,6 | 16   | 16,7  | 17,1 | 17,8 | 18,1 | 18,7 | 20,4 | 20,4 | 17,1 | 13,6 | 17    |
| Précipitations (mm)               | 103,1 | 74,9 | 78   | 32,8  | 6,4  | 3,8  | 1    | 1,8  | 6,6  | 32   | 81,5 | 78,7 | 500,6 |

### Îlots climatiques
Il existe plusieurs zones à tendance méditerranéenne éloignées des zones de climat méditerranéen proprement dites. Les critères favorables à l'existence de telles zones sont l'exposition (orientation au sud dans l'hémisphère nord), la protection au vent, la proximité de la mer, etc. On trouve par conséquent dans ces îlots climatiques quelques espèces de plantes ou d'animaux que l'on trouve habituellement en climat méditerranéen.
Mais le mot « méditerranéen » doit être ici pris avec précaution, puisque ce type de climat correspond à des critères très précis.
On trouve cette influence méditerranéenne sur la côte atlantique française, des Landes jusqu’au Finistère ou à l'ouest de la Manche. Le climat, de type océanique, tend vers le climat supra-méditerranéen, avec des étés tempérés (assez frais, doux ou assez chauds), une saison sèche assez marquée en été et une saison douce et humide en hiver. Les précipitations sont toutefois bien moins concentrées que sur la zone méditerranéenne française. Par exemple, les îles de Ré et d'Oléron, Belle-Île, l'île de Batz ou l'île de Bréhat. La flore qui s'y développe, ou qui y est introduite, est alors en partie méditerranéenne.
En Amérique du Nord, il s'agit de quelques zones méridionales du Nord-Ouest Pacifique qui incluent des villes comme Victoria (Colombie-Britannique), Seattle ou Portland.
Le relief montagneux peut aussi créer des conditions similaires. On peut citer :
- plusieurs îlots présents dans le fossé rhénan comme les collines sèches de Rouffach, les pelouses steppiques des forêts de la Hardt ou du Nonnenbruch dans la plaine d'Alsace ou le Kaiserstuhl, en Allemagne, petit massif volcanique entre Vosges et Forêt-Noire[réf. nécessaire] ;
- la vallée de Liébana au pied des Picos de Europa dans les montagnes cantabres dans le nord de l'Espagne ;
- la rive est du lac du Bourget à Brison-Saint-Innocent ;
- quelques adrets dans certaines vallées alpines intérieures (Valais, Vallée d'Aoste, Maurienne) ;
- les rivages du lac de Garde, du lac de Côme, du lac Majeur, du lac de Lugano ;
- Le rivage nord-est du lac Léman aux environs de Montreux ;
- la région de Sion et Sierre ;
- les contreforts sud du mont Saint-Eynard, dans le massif de la Chartreuse, près de Grenoble ;
- les petits reliefs volcaniques de la plaine de Limagne, en Auvergne.

Toutefois, même si ces régions ont une végétation supra-méditerranéenne voire méditerranéenne, le climat n'est pas toujours véritablement méditerranéen. Ainsi, les rivages du lac de Garde, du lac de Côme, du lac Majeur ou du lac de Lugano ont leur maximum de précipitations en été, ce qui contredit la définition même du climat méditerranéen. Un phénomène semblable existe en Amérique du Nord où la plaine de Phoenix présente une végétation xéro-méditerranéenne avec des oliviers, des orangers, des cactus. Toutefois, un maximum secondaire de précipitations est présent en été lié à un phénomène de mousson accompagné de violents orages diurnes.

## Facteurs de dégradation
Le climat méditerranéen se dégrade selon la latitude, la continentalité et l'altitude.

### Latitude et continentalité
1. Tempérée océanique, vers les pôles le long des façades océaniques : les températures sont plus fraîches et les précipitations en été deviennent plus abondantes (mais pas forcément en moyenne annuelle). La sécheresse estivale se raccourcit à un ou deux mois sous la forme d'un minimum pluviométrique, puis disparait. Les étés sont plus frais bien que pouvant rester assez chauds. Comme dans le Sud-Ouest et en Bretagne en France, ou les régions côtières de l'état de Washington aux États-Unis.
2. Tempérée continentale, dans l'intérieur de l'Espagne, de la Provence, autour de l'Adriatique et au nord de la mer Égée, ainsi que dans la vallée de Sacramento en Californie et dans l'intérieur de l'Algérie et du Maroc. Les hivers sont plus froids, les étés presque aussi chauds mais un peu moins secs que plus au sud et l'amplitude thermique annuelle et diurne sont importantes (15 à 20 °C de différence entre été et hiver). Dans ces régions abritées, les hivers sont souvent plus secs que les intersaisons.
3. Désertique, vers l'équateur (Levant, Sud de la Californie, nord de la Basse-Californie, Australie) au contact des déserts subtropicaux. Les hivers sont doux, les étés très chauds et la saison sèche longue (9 ou 10 mois). Généralement, les côtes sont un peu arrosées, mais le climat est désertique à l'intérieur des terres.

### Relief
Le relief, souvent accidenté dans les pays méditerranéens, introduit des nuances supplémentaires. Les types climatiques y sont les mêmes qu'à basse altitude, mais les températures sont modifiées par l'altitude et la pluviométrie varie en fonction de l'exposition (voir climat montagnard). Ainsi au Maroc, dans la vallée de la Moulouya, les hauteurs d'eau ne dépassent pas 400 mm/an alors que le Rif occidental peut recevoir localement plus de 2 000 mm. La montagne méditerranéenne subit de violents orages dont les effets dévastateurs sont accentués par les pentes et par la faible couverture forestière (sols sensibles). En hiver, la neige est habituelle et le manteau neigeux peut durer plusieurs mois. En été, sur les adrets, il arrive que les journées soient aussi chaudes qu'en plaine, avec des nuits plus froides cependant. Les amplitudes thermiques quotidiennes sont donc très importantes et peuvent dépasser 20 °C.

## Végétation

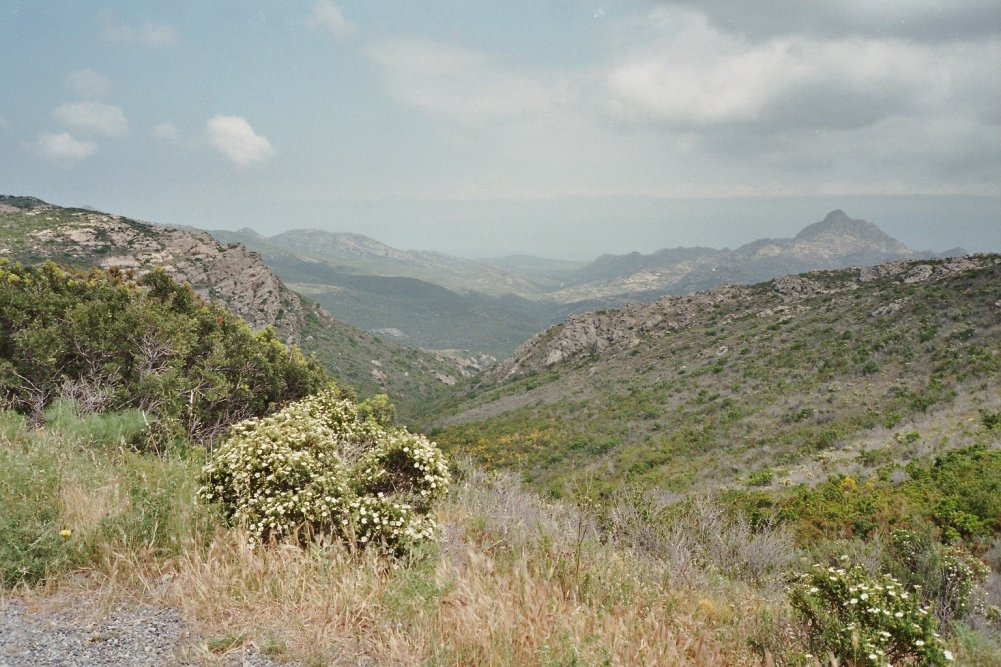
Maquis corse.

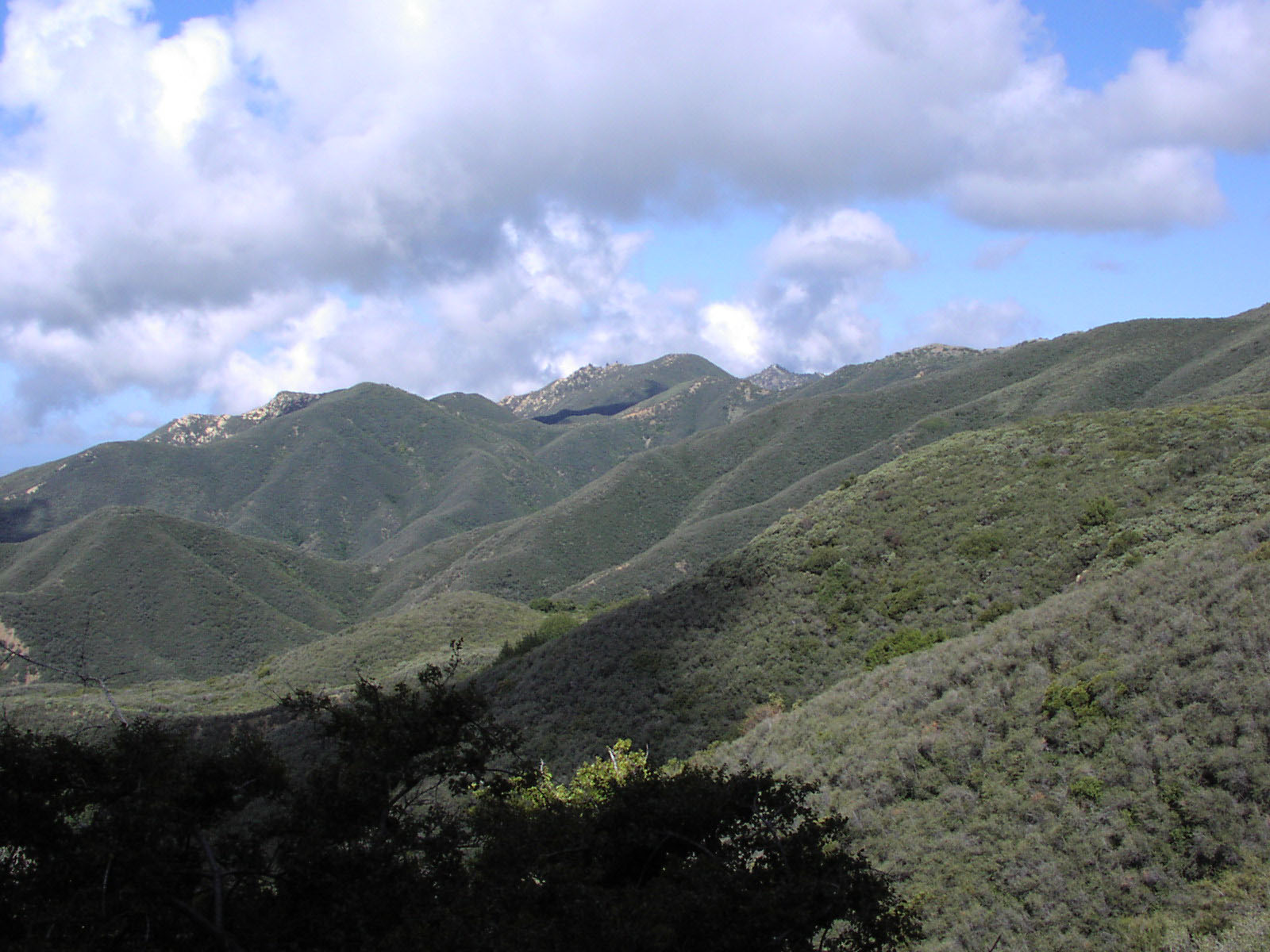
Chaparral des montagnes de Santa Ynez, près de Santa Barbara (Californie).

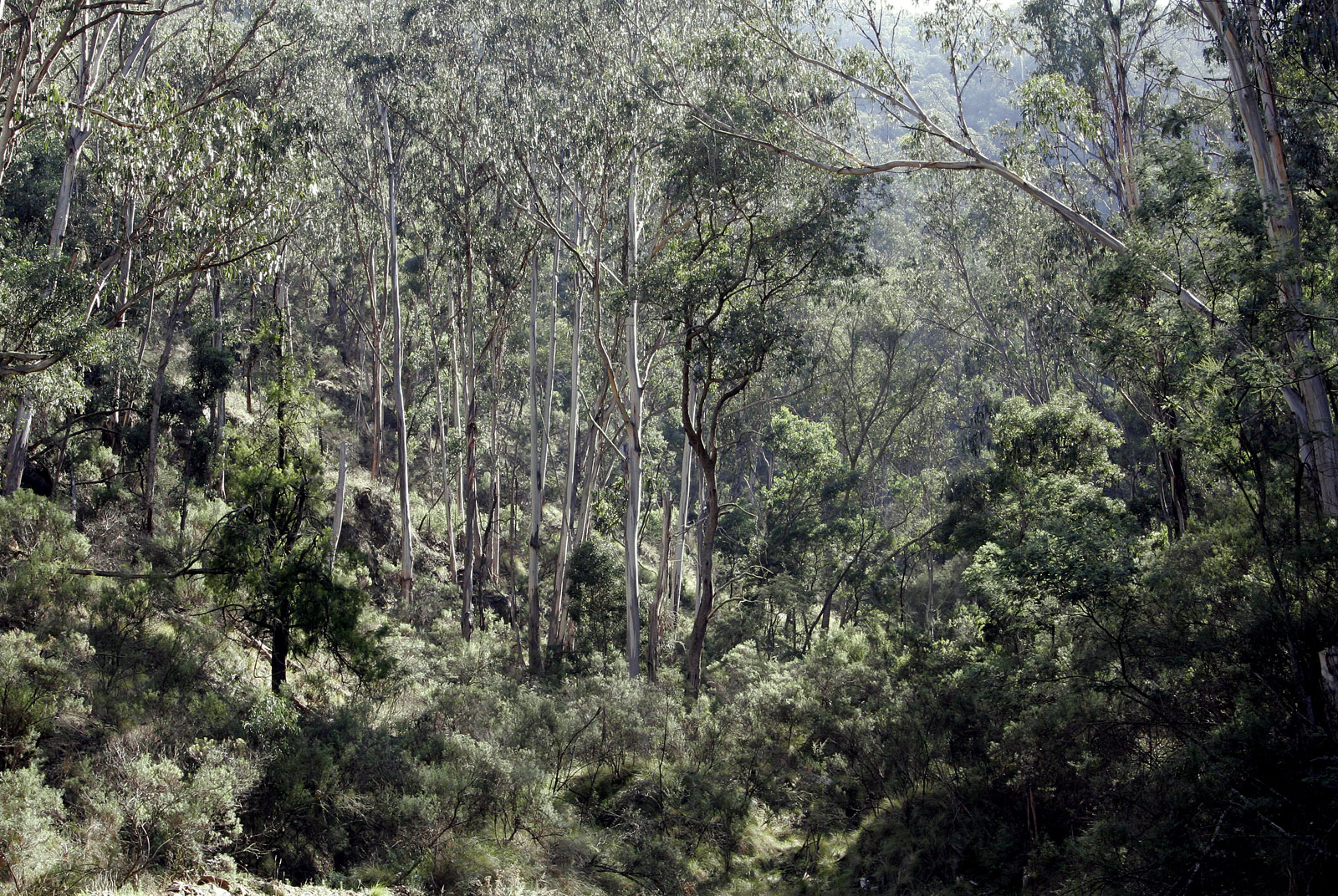
Un paysage de bush, Victoria (Australie).

Les formations végétales naturelles sont très variées en zone méditerranéenne, car la disponibilité des ressources en eau est très variable d'un endroit à l'autre. En dehors des vallées, on trouve principalement trois types de végétation :
- la garrigue, sur les sols calcaires où dominent le chêne kermès ou le chêne vert. Il s'agit d'une végétation basse considérée comme une dégradation de la forêt méditerranéenne originelle ;
- le maquis, sur les sols acides (siliceux) et qui regroupe des espèces comme l'arbousier, le lentisque ou le chêne-liège. Son nom peut prendre des formes différentes selon les régions (maquis près de la mer Méditerranée, chaparral en Californie, matorral au Chili, fynbos en Afrique du Sud, bush en Australie) ;
- la pinède, formée généralement de pins d'Alep ou de pins parasols.

On trouve aussi des forêts de feuillus dans les régions les plus humides (exemples Ligurie, Toscane, Rif).
Les sols des régions soumises au climat méditerranéen sont souvent très sensibles. La brutalité des précipitations et le relief favorisent l'érosion des terrains où les arbres ont disparu.

## Atouts, contraintes et risques pour les humains
Pour les hommes, le climat méditerranéen présente un ressenti agréable, avec ses longues périodes ensoleillées et sa douceur hivernale. Cela favorise le tourisme, d'autant plus qu'en été les épisodes de pluie sont presque inexistants. Il n'est pas surprenant que le bassin méditerranéen ait été un des grands foyers de civilisation antique, car les hommes pouvaient y pratiquer une agriculture variée assurant leurs besoins alimentaires, et très peu soumise au gel. Cependant l'irrigation est souvent nécessaire, particulièrement en été.
Mais le climat méditerranéen est aussi sujet à des phénomènes météorologiques brutaux, en particulier les pluies orageuses des intersaisons, courtes dans le temps mais pouvant être très violentes et dévastatrices (en matériel et en vies humaines). L'aridité estivale peut aussi être source de pénuries d'eau et d'incendies de maquis et de forêts, même si ces derniers sont souvent d'origine humaine.

## Prospective climatique
Dans le contexte général et régional du dérèglement climatique et de la tendance au réchauffement, Vincent Dubreuil a publié en 2022 une étude sur l’évolution future des zones climatiques sous-régionales de France.

Tout en appelant à la prudence dans l'utilisation de son travail, il conclut qu’une « méditerranéisation » du Climat français est en cours, et va se poursuivre durant le XXIe siècle dans toute la France métropolitaine, notamment si le pire scenario du GIEC (RCP4.8) tend à se réaliser ; alors « le type méditerranéen prédominerait largement au sud comme à l'ouest du pays ».